# إبراهيم شمعون
إبراهيم شمعون (10 تموز 2004 -) لاعب المنتخب الأردني للكراتيه، بدأ ممارسة رياضة الكراتيه في عام 2010 بمركز النجار وإنضم إلى صفوف المنتخب الأردني للناشئين للمرة الأولى عام 2018.

## إنجازاته
تمكن شمعون من إحراز الميدالية الفضية ضمن منافسات وزن فوق 70 كغم ببطولة العالم للناشئين والشباب وتحت 21 عاماً والتي استضافتها العاصمة التشيلية سانتياغو عام 2019.
وبدأ إبراهيم شمعون مشواره نحو الميدالية الفضية في بطولة العالم عام 2019 بالفوز على التركي قدير فرقان بنتيجة 1 - 0 في دور الـ 32 ومن ثم فاز في الدور ثمن النهائي على الفنزويلي سيباستيان فيوم بنتيجة 9 - 0 وأكمل «شمعون» تفوقه وفاز في الدور ربع النهائي على البوسني كريسك ساندرو بنتيجة 3 - 0 قبل أن يلحق الخسارة في الدور نصف النهائي باللاعب الفرنسي ميريل وفاز عليه بنتيجة 3 - 0 وفي النهائي خسر «شمعون» أمام الكندي إيثان ليحرز الميدالية الفضية.
كما توج «شمعون» بالميدالية البرونزية في بطولة الدوري العالمي للشباب جولة قبرص عام 2019 وكانت هذه هي أول بطولة يشارك فيها إبراهيم شمعون مع المنتخب الأردني.